# یواس‌اس اس-۲۶ (اس‌اس-۱۳۱)
یواس‌اس اس-۲۶ (اس‌اس-۱۳۱) (به انگلیسی: USS S-26 (SS-131)) یک زیردریایی بود که طول آن ۲۱۹ فوت ۳ اینچ (۶۶٫۸۳ متر) بود. این زیردریایی در سال ۱۹۲۲ ساخته شد.